# Stargate (dispositivo)

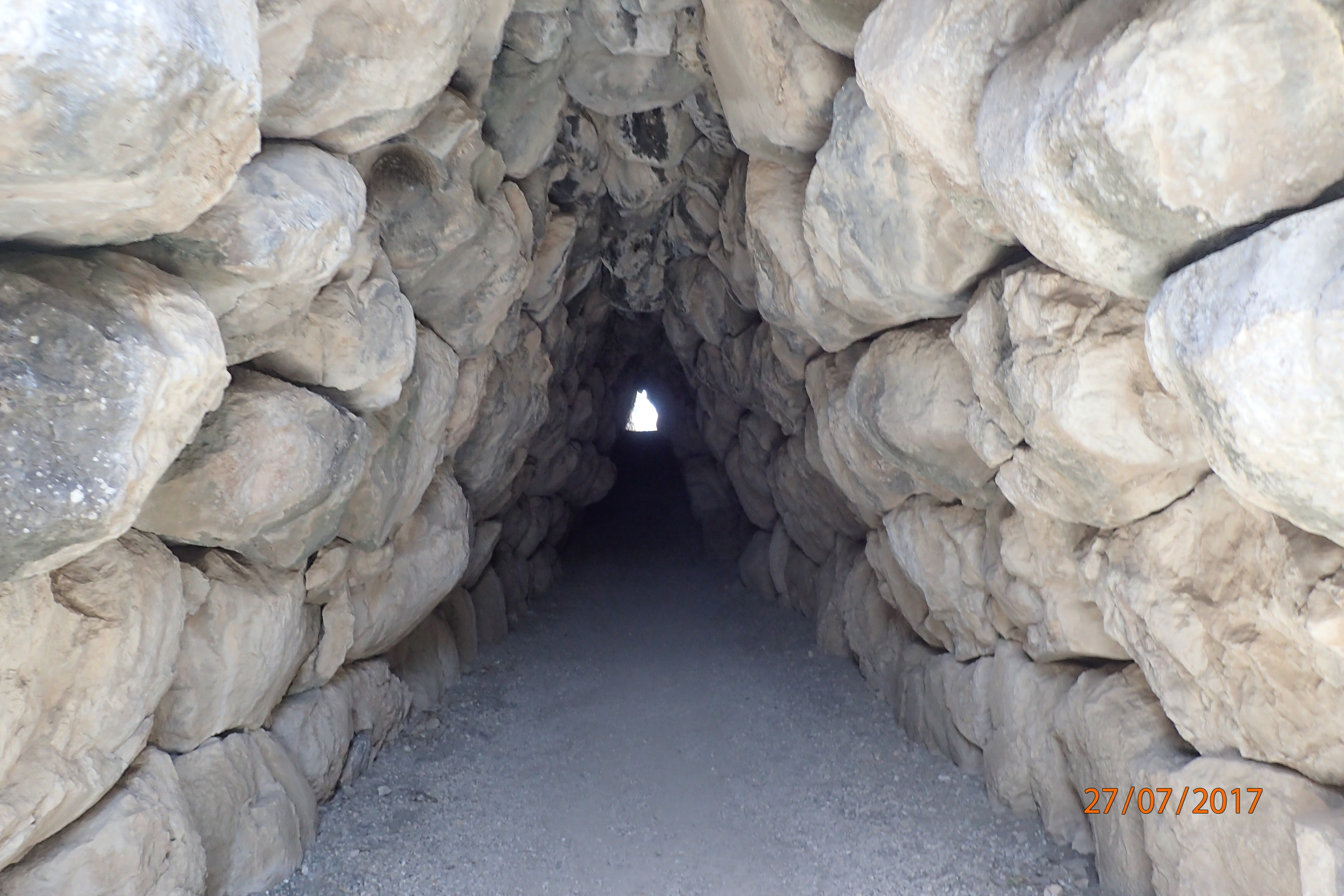
Uno Stargate della Via Lattea attivo con relativo DHD, come visti nella serie Stargate SG1

Lo Stargate (dall'inglese porta delle stelle) è un dispositivo immaginario presente nell'universo fantascientifico nato nel 1994 dal film Stargate di Roland Emmerich e sviluppatosi nelle serie televisive Stargate SG-1, Stargate Atlantis, Stargate Infinity e Stargate Universe. Gli stargate sono portali che permettono di collegare in maniera quasi istantanea due punti dello spazio. 
Gli Stargate sono presentati come grandi dispositivi metallici verticali a forma di anello, creati dagli Antichi e da loro impiantati su migliaia di pianeti nella Via Lattea, nella Galassia di Pegaso nella galassia d'origine degli Asgard e sull'astronave Destiny. La loro funzione è di trasportare persone od oggetti, creando un tunnel spaziale artificiale fra due Stargate connessi. Grazie a questa caratteristica, l'anello trasportatore è il vero motore propulsivo dell'intera serie, permettendo viaggi interstellari senza l'ausilio di astronavi o altre tecnologie. Il nome originale nella lingua degli Antichi è "astria porta", ma dal momento che essi sono stati disseminati in tutta la galassia, molte razze hanno avuto modo di utilizzarli e chiamarli con nomi diversi per ogni singola specie. I Goa'uld li chiamano chaapa'ai, le popolazioni dei pianeti umani protetti dagli Asgard utilizzano il termine vagamente latino annulus e nella galassia di Pegaso vengono chiamati anelli degli antenati, anelli ancestrali o altre varianti simili.

## Descrizione

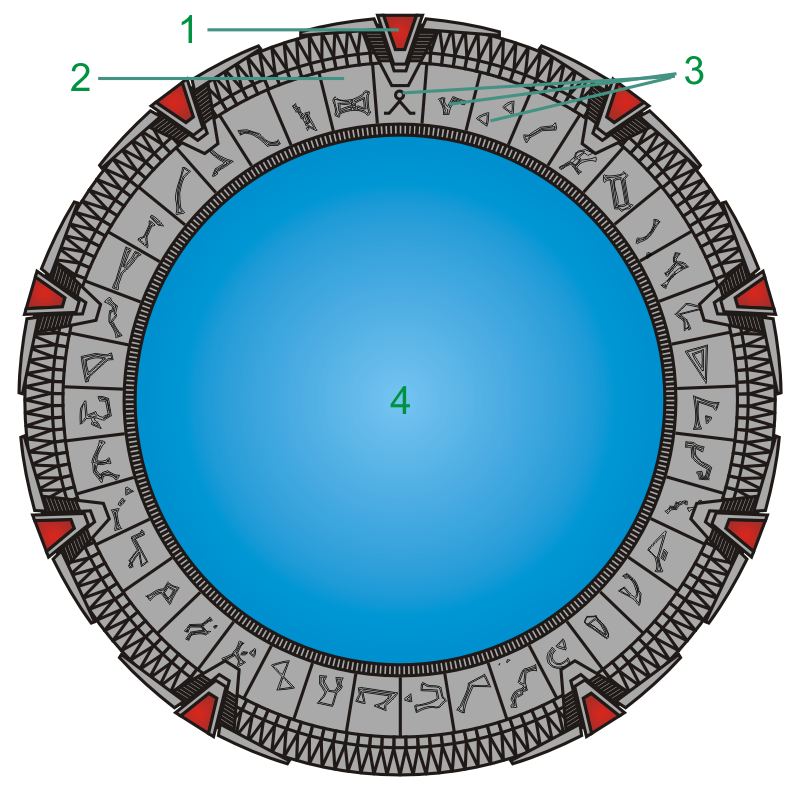
Struttura di uno Stargate:
punto 1 - blocchi di posizionamento. (Chevron)
punto 2 - anello ruotante con i glifi.
punto 3 - glifi che permettono di localizzare le varie coordinate.
punto 4 - orizzonte degli eventi.

Uno stargate si collega ad un altro stargate con la creazione di un wormhole artificiale (detto anche Ponte di Einstein-Rosen o più semplicemente tunnel spaziale), permettendo il trasferimento quasi istantaneo di materia ed energia. La materia può attraversare il tunnel spaziale in un solo verso: dallo stargate di partenza allo stargate di arrivo. Se un corpo tentasse di percorrere il tragitto opposto, verrebbe disintegrato. Per permettere quindi il viaggio di ritorno è indispensabile interrompere la connessione stabilita e inizializzarne un'altra, invertendo i ruoli dei due stargate. Durante il transito attraverso il tunnel spaziale la materia viaggia scomposta in atomi e viene ricostruita nella sua forma originaria solo una volta giunta a destinazione.
A differenza della materia, il wormhole permette alle radiazioni EM di viaggiare in entrambe le direzioni. Grazie a questa proprietà, se il tunnel spaziale è attivato sono possibili comunicazioni radio, televisive e rilevamenti strumentali tra i due stargate collegati.
Il "sistema stargate" si compone di tre elementi:
- un primo stargate che funge da portale d'entrata
- un secondo stargate che funge da portale d'uscita
- un dispositivo di rientro, chiamato dai terrestri DHD, Dial-Home Device, necessario per fornire energia allo stargate chiamante e per digitare le coordinate del portale d'uscita a cui si vuole accedere. Tale dispositivo è composto da naquadah, un minerale di origine extraterrestre costituito prevalentemente da quarzo.

Nel caso in cui il DHD non funzioni, perché danneggiato ma ancora carico, si può ricorrere all'inserimento manuale dell'indirizzo ruotando l'anello interno. Se invece il dispositivo è scarico bisogna ricorrere a fonti d'energia alternative.
Gli stargate "tradizionali" possiedono un diametro di 6,705 m, pesano 29.000 Kg e sono costituiti interamente di naquadah. Di solito si trovano in posizione verticale, tuttavia funzionano normalmente anche in altre posizioni.
Nelle serie tv sono state presentate sette tipologie differenti di stargate:
- gli stargate presenti nella Via Lattea
- gli stargate presenti nella galassia di Pegaso
- lo stargate presente a bordo della nave Destiny, un modello molto più vecchio.
- i Supergate creati dagli Ori
- il "satellite-stargate" costruito dagli Asuriani.
- lo stargate costruito dai Tollan grazie all'assistenza dei Nox[11] dopo la distruzione del loro pianeta natale e quindi dello stargate originale[12]
- lo stargate "casalingo" (vedi nota a lato) creato da Orlin[7]

### Funzionamento

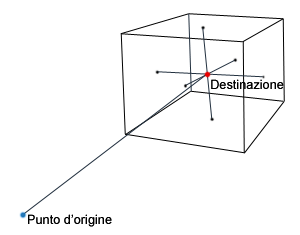
Questo diagramma illustra la teoria del Dr. Jackson su come i simboli dello stargate si traducano in coordinate spaziali

Per giungere su un pianeta dotato di stargate, si digiti l'indirizzo formato da sette simboli su un DHD. La combinazione richiesta produce immediatamente un movimento dell'anello interno dello stargate, e i simboli digitati transitano uno dopo l'altro nei blocchi di posizionamento. A digitazione terminata, premendo il grosso pulsante al centro del DHD si attiva il wormhole. Tutti i glifi dello stargate sono pronunciabili in lingua antica. Le coordinate spaziali del punto d'arrivo vengono stabilite dai primi sei simboli, che rappresentano le sei facce di un cubo, al cui centro è disposto il pianeta da raggiungere. Il settimo simbolo identifica invece il punto d'origine, cioè l'attuale posizione dello stargate da cui si sta digitando l'indirizzo; ogni stargate possiede un proprio punto d'origine. Nel film originale si scopre una sola destinazione con coordinate valide, quella per il pianeta Abydos, e si pensa che questi due stargate siano gli unici esistenti. All'inizio della serie Stargate SG-1, tuttavia, si scopre una vasta collezione di indirizzi addizionali nei geroglifici di un cartiglio su Abydos. O'Neill, dopo aver ricevuto la conoscenza degli Antichi, riempie il database dell'SGC con ulteriori indirizzi validi.

Animazione che mostra come avviene la composizione di un indirizzo verso una destinazione all'interno della Via Lattea

Come spiegato nel film, i primi sei simboli rappresentano costellazioni stellari, con il punto d'origine triangolato tra di essi. Molti gruppi di coordinate non hanno però uno stargate posizionato sulla destinazione e contattarli risulta inutile. Inoltre, nonostante le coordinate valide siano decine di migliaia, da un punto di vista probabilistico comporre a caso delle combinazioni risulta inconcludente a causa dell'elevato numero di simboli che concorrono alla composizione dell'indirizzo.
Lo stargate presenta nove blocchi di posizionamento. Come s'è visto, l'uso di sette di essi permette uno spostamento fra stargate appartenenti alla stessa galassia, ma durante la serie televisiva verranno scoperte altre reti di stargate in diverse galassie, accessibili digitando otto simboli. L'ottavo simbolo rappresenta la galassia dove proiettare le coordinate definite dai simboli precedenti. In queste connessioni speciali, lo stargate richiede una quantità di energia significativamente maggiore.
In questo modo verranno raggiunti i pianeti Othala, il mondo natale degli Asgard, nella "galassia di Ida", e la città perduta di Atlantide, nella Galassia di Pegaso. Questo genere di destinazioni però vengono raggiunte molto raramente in quanto il Comando Stargate non ha né sufficienti risorse energetiche né altre coordinate, a parte quelle citate, che descrivano destinazioni in altre galassie.
Il nono blocco di posizionamento è stato utilizzato per aprire un wormhole stabile per l'astronave Destiny, una nave antica, in tutti i sensi, costruita dagli antichi agli albori del tempo in cui arrivarono nella galassia "via Lattea". Esso è al centro, della terza serie dedicata al mondo di Stargate: Stargate Universe.
La serie tv prende in prestito dalla realtà la teoria per cui l'Universo è in espansione, e fa proprio il concetto che le distanze fra i corpi celesti sono in aumento, quindi nella serie, questo reale spostamento, viene sfruttato per spiegare il perché i portali devono essere periodicamente aggiornati con le coordinate reali degli altri stargate. Per questo motivo, i portali sono tutti interconnessi tra loro e il fenomeno di aggiornamento prende il nome di "aggiornamento correlativo".

### Effetti secondari dell'attivazione
Quando viene stabilito un collegamento fra due stargate, la superficie simile ad un liquido, che normalmente si mantiene adesa al bordo interno dello stargate esplode verso l'esterno con una dinamica simile ad un'onda d'acqua. Quest'onda di energia dissolve qualunque oggetto con cui viene in contatto. Popoli come gli Asgard e i Nox hanno dimostrato di possedere la capacità di usare lo stargate senza l'onda di attivazione.
Nel film originale l'apertura dello stargate era accompagnata inoltre da scosse sismiche, ma questo problema è stato risolto nella serie SG-1 montando il dispositivo su degli ammortizzatori. Il "raffreddamento atomico" all'interno del wormhole, dovuto alla scomposizione della materia durante la sua corsa all'interno del tunnel, viene invece aggiustato con lo sviluppo di più sofisticati sistemi di controllo.

### Alimentazione

Rappresentazione di un DHD della Via Lattea.

Creare una distorsione nello spazio necessita di un'enorme quantità d'energia. Per aprire un wormhole lo stargate accumula l'energia in una batteria al naquadah. L'energia ambientale non è sufficiente a caricare questa batteria in un lasso di tempo ragionevole (come invece avviene per apparecchi meno sofisticati come l'asta Goa'uld), il portale dev'essere fortemente alimentato d'energia prima dell'apertura di un wormhole. Generalmente, è il DHD a fungere da accumulatore integrato per caricare lo stargate. In mancanza di un DHD, il portale può essere alimentato in altra maniera. L'interfaccia d'alimentazione energetica del portale non è complessa: un semplice contatto fisico è sufficiente, giacché il naquadah rende lo stargate un enorme superconduttore. Oltre al DHD, le fonti d'energia a volte utilizzate sono:
- corrente continua[8] trasmessa da superconduttori piazzati in prossimità dello stargate.[22][23]
- un fulmine.[8]
- la fusione fredda.[18]
- i motori di diversi jeep.[24]
- un generatore al naquadah.[25]
- una bomba al naquadah Goa'uld.[26]
- un apposito dispositivo Goa'uld dotato di tastiera anche in grado di immettere un indirizzo senza l'uso di un DHD o la necessità di comporre manualmente.[27]

Quando l'ottavo blocco viene utilizzato per collegarsi con un'altra galassia, la richiesta d'energia aumenta ed un singolo DHD non è più sufficiente ad alimentare lo stargate. Dev'essere quindi utilizzata una sorgente supplementare. A parte un unico generatore che venne costruito da O'Neill quando era depositario della conoscenza degli Antichi, gli unici altri manufatti in grado di dare energia ad un tunnel spaziale fra due galassie sono gli ZPM, Modulo Punto Zero, costruiti dagli Antichi.
Una volta stabilito il wormhole, il portale sfrutta l'energia creata dal vortice nella distorsione spazio temporale. Non è dunque più necessario alimentarlo.

### L'orizzonte degli eventi

Uno stargate della Via Lattea attivo nel quale si vede l'orizzonte degli eventi

L'intero wormhole, situato nella quarta dimensione, è invisibile, salvo che nella sua forma instabile alla partenza. L'effetto a specchio liquido che si osserva quando uno stargate è aperto è dunque artificiale, e si tratta dell'orizzonte degli eventi, un tipo di campo di forza parametrico molto sofisticato. Ha le seguenti caratteristiche:
- Misura la pressione e oppone una forza uguale e contraria. Grazie a questa proprietà le correnti d'aria tra un portale e l'altro vengono smorzate, perché se così non fosse, basterebbe una modesta differenza di pressione atmosferica tra l'entrata e l'uscita perché l'aria si metta in movimento generando correnti continue. Per lo stesso motivo uno stargate sommerso dalle acque non trasferisce istantaneamente migliaia di litri d'acqua all'altro capo del vortice.[29] Questo "equilibramento di pressione" avviene istantaneamente, il che spiega l'effetto ondulato dell'orizzonte degli eventi.
- Grazie alla misurazione della pressione, l'orizzonte degli eventi è in grado di riconoscere la materia solida e determina se un oggetto è entrato completamente o meno nel wormhole. Scompone a livello atomico la materia e la conserva in una memoria temporanea fino al momento in cui l'oggetto sia entrato completamente. Solo allora l'oggetto viene trasferito verso l'altro portale.
- Quando un oggetto tocca l'orizzonte degli eventi, quest'ultimo genera una leggera forza d'attrazione che può tornare utile nel caso in cui l'oggetto non abbia abbastanza slancio per penetrarlo interamente.[30]
- L'orizzonte degli eventi genera anche una stabilizzazione orizzontale degli oggetti in transito per evitare che questi non cadano al suolo una volta parzialmente scomposti, quindi un oggetto penetrato parzialmente nel vortice continua ad entrare senza bisogno di essere sostenuto.
- All'uscita, l'orizzonte degli eventi ricompone gli atomi, ed applica una leggera spinta verso l'esterno onde evitare l'oggetto appena transitato ritorni indietro.
- Affinché gli atomi possano essere ricomposti, occorre che ci sia spazio sufficiente all'uscita. Tale spazio deve essere maggiore di 3µm[31] altrimenti la ricostruzione fallisce e l'oggetto (o la persona) viene distrutto.

Rappresentazione dello stargate dell'SGC con l'iride chiuso

### L'iride
L'iride è uno scudo (inizialmente in titanio e poi in trinium rinforzato dall'episodio 16 della seconda stagione di Stargate SG-1) installato sullo stargate terrestre presente nel Comando Stargate, che ha la forma di un diaframma ottico e prende il nome dall'iride anatomico. Tale scudo di metallo può venir chiuso dal Comando Stargate per impedire l'ingresso a viaggiatori od oggetti indesiderati. L'iride si basa sul principio che deve esserci abbastanza spazio per la ricostruzione dell'oggetto o del corpo in transito: gli oggetti che al loro arrivo non hanno abbastanza spazio per essere ricostruiti, vengono parzialmente rimandati indietro verso l'orizzonte degli eventi e dunque distrutti. L'iride, infatti, è posto a 3µm dall'orizzonte degli eventi.
Nella serie tv viene mostrato come il riconoscimento di viaggiatori sia permesso dall'avere un IDC che identifica il viaggiatore e permette all'operatore dell'SGC di disattivare l'iride. Nel corso della serie alcune razze aliene hanno dimostrato di poter attraversare lo stargate nonostante l'iride fosse chiuso.

### Durata del wormhole
Normalmente un wormhole può essere mantenuto attivo per 38 minuti. Lo stargate che ha stabilito il wormhole in uscita può mantenerlo aperto e determinarne la chiusura entro questo lasso di tempo.
Cause note che possono invalidare la regola dei "38 minuti" impedendo al tunnel spaziale di scollegarsi entro il tempo standard:
- la presenza di un buco nero provoca una dilatazione temporale dovuta alla sua enorme attrazione gravitazionale. La durata del wormhole dipende dalla dilatazione temporale presente a livello dello stargate di uscita.[34][35]
- uno dei due stargate collegati è immerso in un liquido che conduce energia.[29]
- un raggio energetico attraversa il wormhole.[36][37]

### Stargate secondari

Il punto d'origine del secondo Stargate della Terra

La presenza su un medesimo pianeta di più di un portale comporta la creazione di una gerarchia fra gli stargate. Uno dovrà essere considerato e usato come portale principale ed il secondo come portale di riserva o di "backup", in modo che il primo riceva tutte le connessioni con i wormhole in arrivo e il secondo resti sempre inattivo.
Se lo stargate che ha stabilito la connessione riceve un impulso di energia abbastanza potente mentre il wormhole è aperto, il tunnel può accidentalmente "saltare" ad un portale differente da quello contattato in origine. Normalmente il wormhole salta al più vicino portale della rete stargate, ma se su un pianeta sono presenti due stargate il salto avviene direttamente su quello secondario e grazie a questa capacità venne scoperto, casualmente, il secondo stargate terrestre, situato sotto i ghiacci dell'Antartide.
Sembra che la chiave di questo procedimento risieda nel DHD. Quest'ultimo infatti se attivo e funzionante determina quale stargate è impostato per ricevere i wormhole in arrivo.
In seguito si è scoperto che lo stargate dell'Antartide era lo stargate originale della Terra e probabilmente il primo stargate costruito dagli Antichi, perché anche il più antico fra tutti quelli incontrati. Infatti il portale originariamente usato dall'SGC ritrovato a Giza venne portato sulla Terra dal Goa'uld Ra.

### Resistenza e disattivazione
Gli stargate sono molto resistenti. Riscontro a tale affermazione si è avuto quando un portale è rimasto integro e funzionante anche dopo essere stato colpito da una meteora oppure l'essere sopravvissuto alla distruzione del pianeta che l'ospitava.
Grazie alla scoperta del naquadriah gli scienziati degli Stati Uniti d'America riuscirono a sviluppare una bomba nucleare potenziata detta gatebuster che sarebbe in grado di distruggere gli stargate.
Dato che la capacità di uno stargate di accumulare energia ha limite, è anche possibile distruggerlo facendolo sovraccaricare, ma la quantità richiesta per farlo è talmente grande che non solo gli Antichi sono stati gli unici a creare dispositivi in grado di compiere tale impresa, ma anche che la detonazione di uno stargate sovraccarico ha una potenza sufficiente a devastare una vasta area intorno ad esso e possibilmente danneggiare l'ecosfera del pianeta ospitante (stimata intorno ai 2 o 3 gigatoni).
La maniera più semplice per disattivare uno stargate rimane quella di seppellirlo o di disconnettere/distruggere il DHD che lo alimenta. Il wormhole non può formarsi se c'è un'ostruzione all'interno dell'anello dello stargate, di conseguenza è molto comune che gli stargate vengano chiusi in modo semi-permanente sotterrandoli.

### Funzioni di sicurezza
Il portale possiede una memoria utilizzata per stoccare le informazioni riguardanti gli atomi che compongono gli oggetti in transito attraverso l'orizzonte degli eventi. Una volta che l'oggetto è stato interamente scomposto, gli atomi vengono inviati verso l'altro portale. Questo conserva a sua volta gli atomi che riceve nella sua memoria temporanea. Una volta che l'oggetto è arrivato completamente, viene ricostruito dall'orizzonte degli eventi del portale d'arrivo. Questo spiega ad esempio perché un braccio immerso oltre l'orizzonte degli eventi non affiori immediatamente dall'altro lato: il portale non può smaterializzare e trasmettere un oggetto prima che questo sia passato interamente attraverso l'orizzonte degli eventi, e se il wormhole viene disattivato mentre un oggetto è parzialmente passato, la porzione che ha attraversato l'orizzonte svanisce.
Se, per incidente, il portale d'arrivo dovesse perdere la connessione prima che l'oggetto sia stato ricostruito, la memoria interna conserva le informazioni per un certo lasso di tempo oppure fino ad una successiva apertura dello stargate (nel qual caso la memoria verrebbe cancellata e l'oggetto/persona non potrebbe più essere ricomposto). Per ricostruire gli oggetti ancora nella memoria del portale è possibile attivare il solo orizzonte degli eventi, senza stabilire alcuna connessione verso altri pianeti.

## Impatto sull'organismo umano
La ricomposizione dell'organismo umano comporta qualche disturbo: i viaggiatori dello stargate lamentano
- soggettivamente malessere, nausea, mal di stomaco e vertigini
- da un punto di vista oggettivo si riscontra pallore, sudorazione fredda, che a causa dell'evaporazione massiccia e repentina, ghiaccia, facies ansiosa, talvolta vomito.
- Si può arrivare a disturbi più gravi come un abbassamento della pressione con tachicardia riflessa che fa sconsigliare il viaggio con lo stargate alle persone anziane, specialmente se cardiopatiche.
- Anche persone malate di cancro e sottoposte a chemioterapia possono avere disturbi come voltastomaco quando attraversano lo stargate.
- Questi sintomi sono dovuti a riflessi che originano a livello del labirinto auricolare nell'orecchio umano, e questa malattia da movimento si chiama cinetosi.
- La cinetosi del viaggiatore che attraversa lo stargate solitamente passa da sola ma si può prevenire attuando elementari norme igieniche come un pasto leggero, limitare i movimenti della testa, non guardare le onde del wormhole e altri punti dello spazio apparentemente in movimento, emettere aria alla partenza[43] e respirare profondamente all'arrivo, verbalizzando i propri disturbi a viaggio ultimato per impedire di concentrarsi sul disturbo, aumentandolo.

## Impatto strategico
Gli stargate possono essere utilizzati anche da popoli primitivi, senza che essi abbiano una conoscenza precisa dei principi scientifici che permettono loro di funzionare. Questo ha permesso ad esempio ai Terrestri, di poter esplorare la galassia prima ancora di aver sviluppato il viaggio interstellare.
Il tentativo di disabilitare i portali, da parte di uno scienziato dell'SGC, ha mostrato come una disattivazione massiccia della rete degli stargate offra un vantaggio strategico a chi possiede la flotta di vascelli spaziali più rapida e numerosa.

## Altri utilizzi degli stargate
Nella serie tv gli stargate vengono presentati come mezzi di trasporto, ma si è potuto vedere come essi in particolari occasioni possano essere utilizzati per altri scopi.
- Arma degli Antichi

L'arma, sfruttata da Anubis, è composta da una serie circolare di pilastri che convogliano l'energia verso un nodo centrale che è preposto ad immettere l'energia allo stargate. L'arma in sé non fa altro che inviare un fascio di energia verso l'orizzonte degli eventi, l'energia si trasforma in radiazione che permette allo stargate contattato di rimanere aperto per un tempo indefinito. La distruttività dell'arma deriva però dal materiale stesso dello stargate, che è infatti un superconduttore; lo stargate non riuscendo a dissipare l'enorme energia che gli viene fornita arriverebbe ad un punto critico, esplodendo con una potenza di 2000/3000 megaton.
- Viaggio nel tempo

Se durante la connessione un'eruzione solare passa nella traiettoria del tunnel creato dallo stargate può accadere che il punto d'arrivo venga spostato nel tempo. Configurando accuratamente il portale, in base allo studio delle eruzioni solari è possibile viaggiare nel tempo in maniera precisa.
- Viaggio verso realtà parallele

Il punto di arrivo può essere "dirottato" verso altre dimensioni quando il tunnel subspaziale viene reso instabile con un'elevata e anomala immissione di energia e poi finisce per intersecare un buco nero durante il suo tragitto.
- Isolamento di una zona spaziotemporale

Utilizzando un congegno degli Antichi è stato possibile attivare 14 stargate simultaneamente. Tutti i pianeti compresi all'interno della regione di spazio delimitata dai 14 portali andarono fuori sincrono, restando tagliati fuori dal consueto scorrere del tempo e intrappolati all'interno di un anello temporale in cui tutte le azioni si ripetevano ciclicamente.
- Squilibrio di un nucleo stellare

Se il wormhole attraversa una stella, può influire sulla materia, destabilizzando l'equilibrio delle reazioni nucleari interne al corpo celeste.

## Gli stargate della Via Lattea

Rappresentazione di uno stargate della Via Lattea.

Gli stargate della Via Lattea possiedono un anello rotante interno con incisi 39 simboli e un anello stazionario esterno su cui sono posizionati 9 meccanismi di bloccaggio triangolari chiamati per l'appunto blocchi, che servono a registrare le coordinate di digitazione dei simboli necessari per stabilire la connessione.
Quando le coordinate vengono digitate, l'anello interno ruota fino a posizionare il simbolo composto sotto al blocco corrispondente, registrandolo mediante la chiusura del blocco stesso. La rotazione e il bloccaggio continuano fino al posizionamento di tutti i simboli digitati.
Per effettuare viaggi entro la galassia si devono combinare 6 simboli più il punto d'origine. I sei simboli dell'indirizzo sono composti da 38 dei 39 glifi presenti sullo stargate, senza ripetizioni del medesimo glifo, mentre il trentanovesimo è il punto d'origine, che è sempre l'ultimo simbolo ad essere composto.
La formula che permette di calcolare le combinazioni possibili è la seguente:
{\displaystyle D_{n}^{k}={\frac {n!}{(n-k)!}}={\frac {38!}{(38-6)!}}} si ottengono così 1.987.690.320 possibili combinazioni.

Va sottolineato il fatto che non tutte le combinazioni possibili sono validi indirizzi per altrettanti stargate. Solo alcune di esse corrispondono a coordinate di pianeti che hanno un portale.

### Lo stargate di Giza
Il primo dei due stargate terrestri riscoperti in epoca moderna è stato trovato durante uno scavo archeologico a Giza, in Egitto, nel 1928, dall'équipe del Professor Langford. Era sepolto sotto un enorme coperchio di pietra su cui erano incisi simboli in rilievo. Tutto il materiale ritrovato venne immediatamente trasferito negli Stati Uniti, per essere sottoposto ad accurate analisi.
Nel 1945, a Cheyenne Mountain (nel film Creek Mountain), vicino a Colorado Springs, in una base militare sotterranea, Ernest Littlefield, fidanzato della nipote di Langford, fu il primo americano ad attraversare lo stargate, attivato manualmente su coordinate casuali. Raggiungerà in questo modo il pianeta Heliopolis, antico centro culturale dove si riuniva l'Alleanza delle quattro grandi razze. Dopo aver attraversato l'orizzonte degli eventi Littlefield non riuscì più a tornare indietro. Dopo questa disastrosa esperienza gli esperimenti vennero interrotti per diversi decenni.
Gli stargate solitamente sono accompagnati da un DHD, che gli fornisce energia, attivandolo alle coordinate selezionate. Lo stargate di Giza, è stato però trovato senza DHD e gli scienziati americani sono stati costretti a sviluppare la tecnologia necessaria per interfacciarsi con il portale, fornirgli energia e digitare le coordinate, mediante l'uso di computer. Quando si digitano delle coordinate usando un DHD, l'anello interno non ruota e i simboli vengono semplicemente agganciati dai meccanismi di bloccaggio, così come vengono digitati sul DHD.
Nel 1994, la decifrazione delle iscrizioni sul coperchio di pietra e sull'anello metallico, era ancora un mistero per gli scienziati. A capo dell'équipe di ricercatori che tentavano di svelarne i segreti era sopraggiunta la professoressa Catherine Langford, che decise di affidarsi ad un giovane egittologo esperto in geroglifici e lingue antiche, Daniel Jackson.
Tradusse agevolmente il testo riportato sul coperchio di pietra che ricopriva lo stargate:
Dopo settimane di studio il Dottor Jackson identificò i sei simboli incisi sulla lastra di pietra scoprendo che si trattava di costellazioni. Questi riferimenti spaziali non erano altro che coordinate tridimensionali, che servivano ad identificare un pianeta. Il settimo simbolo era fuori dal cartiglio, e corrispondeva al punto d'origine.
I sette simboli presenti sul coperchio di pietra erano , necessari per azionare il congegno per raggiungere Abydos.

### I simboli dello stargate di Giza
| Posizione | Glifo | Costellazione    | Posizione | Glifo | Costellazione  | Posizione | Glifo | Costellazione |
| --------- | ----- | ---------------- | --------- | ----- | -------------- | --------- | ----- | ------------- |
| 1         |       | Punto d'origine* | 14        |       | Microscopio    | 27        |       | Toro          |
| 2         |       | Cratere          | 15        |       | Capricorno     | 28        |       | Auriga        |
| 3         |       | Vergine          | 16        |       | Pesce Australe | 29        |       | Eridano       |
| 4         |       | Boote            | 17        |       | Cavallino      | 30        |       | Orione        |
| 5         |       | Centauro         | 18        |       | Aquario        | 31        |       | Cane Minore   |
| 6         |       | Bilancia         | 19        |       | Pegaso         | 32        |       | Unicorno      |
| 7         |       | Serpente         | 20        |       | Scultore       | 33        |       | Gemelli       |
| 8         |       | Regolo           | 21        |       | Pesci          | 34        |       | Idra          |
| 9         |       | Scorpione        | 22        |       | Andromeda      | 35        |       | Lince         |
| 10        |       | Corona Australe  | 23        |       | Triangolo      | 36        |       | Cancro        |
| 11        |       | Scudo            | 24        |       | Ariete         | 37        |       | Sestante      |
| 12        |       | Sagittario       | 25        |       | Perseo         | 38        |       | Leone Minore  |
| 13        |       | Aquila           | 26        |       | Balena         | 39        |       | Leone         |

*Questo simbolo è presente solo sullo stargate scoperto a Giza. Nel film, il Dr. Jackson lo interpretò come rappresentazione del Sole sulla cima di una piramide. Ogni stargate ha un punto d'origine diverso.
|  |  |

## Gli stargate di Pegaso

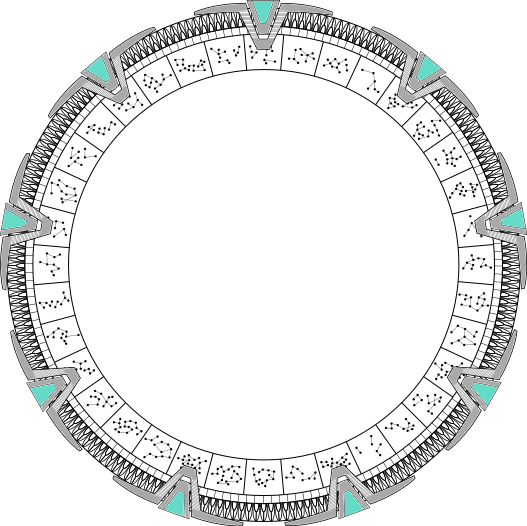
Rappresentazione di uno stargate della galassia di Pegaso.

Gli stargate della galassia di Pegaso possiedono anelli interni che non ruotano ma che danno l'illusione del movimento mediante l'utilizzo di un'interfaccia digitale, presente anche sui DHD sparsi per questa galassia. I portali possiedono 36 simboli, arrivando ad un totale di 1.168.675.200 possibili combinazioni. Come per gli stargate della Via Lattea solo alcune combinazioni corrispondono a coordinate di pianeti che hanno un portale.
Nella serie spinoff Stargate Atlantis, una spedizione terrestre compone l'indirizzo a 8 simboli  dal Comando Stargate dell'USAF per raggiungere Atlantide, la città perduta degli Antichi, nella galassia di Pegaso. In questo modo si scopre che gli Antichi disseminarono gli stargate anche sui pianeti di quella galassia, usando però portali con un design leggermente diverso. I blocchi d'aggancio di questi stargate sono equipaggiati con luci blu anziché rosse e i glifi di digitazione sono composti da gruppi di luci bianche anziché le consuete figure in rilievo. Diversamente dai portali della Via Lattea, inoltre, sono presenti solo trentasei simboli sull'anello interno, anche se sette resta il numero di simboli necessari per agganciare un indirizzo interplanetario. L'anello dei simboli non ruota, poiché questi si illuminano in sequenza per indicare quelli selezionati. Probabilmente è impossibile inserire manualmente un indirizzo negli stargate di Pegaso, come invece è possibile fare con quelli della Via Lattea.
Allontanandosi apparentemente dalla normale capacità di connettersi ovunque da dovunque, l'unico stargate di Pegaso in grado di raggiungere gli stargate della Via Lattea sembra essere quello posizionato ad Atlantide. Ciò è dovuto ad uno speciale cristallo di controllo, apparentemente unico nel suo genere, inserito nel DHD della sala controllo della città senza il quale uno stargate di Pegaso non può connettere l'ottavo simbolo. Questa capacità sembra essere stata implementata volontariamente dagli Antichi.
Lo stargate di Atlantide dispone anche di un campo di forza protettivo con una funzione identica a quella dell'iride installato sullo stargate della Terra all'SGC. Impedisce ai viaggiatori indesiderati di rimaterializzarsi.
Gli stargate di Pegaso sono della stessa grandezza di quelli della Via Lattea, e possono rimanere aperti per lo stesso tempo massimo di 38 minuti.
Nella galassia di Pegaso vi sono, inoltre, anche dei "portali orbitali" (Spacegate, in inglese) non presenti nella Via Lattea. Questi non hanno DHD e vengono utilizzati quasi esclusivamente per il viaggio di veicoli spaziali, soprattutto Jumper e dardi wraith. Gli stargate orbitali sono alimentati da tre generatori disposti lungo l'anello esterno che prendono il posto del DHD, e che alla bisogna svolgono la funzione di stabilizzazione orbitale dello stargate, emettendo getti di spinta che riposizionano il portale sull'orbita corretta. I Jumper hanno un DHD incorporato che permette loro di viaggiare attraverso questi passaggi senza doversi fermare. Come i jumper, anche i dardi wraith possono attivare in remoto gli stargate orbitali.
Alcuni Spacegate hanno solo 8 Chevron; tra questi, il "satellite-stargate" degli Asuriani, lo Spacegate presente nel territorio Wraith dell'episodio 4x11 di Stargate Atlantis e lo Spacegate dell'episodio 5x5 della stessa serie. Quando uno Spacegate è attivo tutti i suoi chevron e glifi si illuminano, a differenza di quanto accade con gli stargate "planetari", dove i glifi si illuminano solo se facenti parte dell'indirizzo composto.

### I simboli degli stargate di Pegaso
Ecco i trentasei simboli degli stargate di Pegaso. I simboli corrispondono ad altrettante costellazioni dell'universo immaginario di Atlantis ma che non trovano riscontro nella realtà, differentemente dai glifi sugli stargate della Via Lattea. Di alcune costellazioni è noto anche il nome.
| Posizione | Glifo | Posizione | Glifo | Posizione | Glifo | Posizione | Glifo | Posizione | Glifo | Posizione | Glifo |
| --------- | ----- | --------- | ----- | --------- | ----- | --------- | ----- | --------- | ----- | --------- | ----- |
| 1         |       | 7         |       | 13        |       | 19        |       | 25        |       | 31        |       |
| 2         |       | 8         |       | 14        |       | 20        |       | 26        |       | 32        |       |
| 3         |       | 9         |       | 15        |       | 21        |       | 27        |       | 33        |       |
| 4         |       | 10        |       | 16        |       | 22        |       | 28        |       | 34        |       |
| 5         |       | 11        |       | 17        |       | 23        |       | 29        |       | 35        |       |
| 6         |       | 12        |       | 18        |       | 24        |       | 30        |       | 36        |       |

## Gli stargate diUniverse

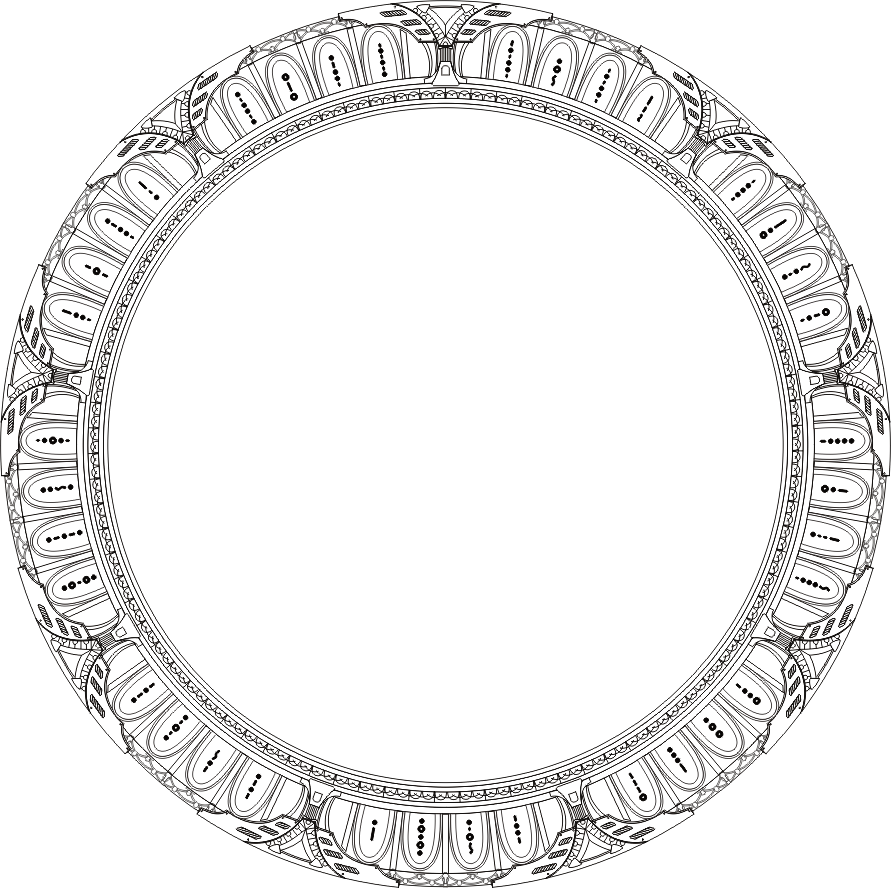
Rappresentazione di uno Stargate come quello della Destiny

Gli Stargate depositati dalla nave disseminatrice sono probabilmente una versione prototipo, antecedenti a quelli visti nella Via Lattea e in Pegaso. I glifi non rappresentano costellazioni locali, come accade nei modelli successivi, infatti sono usati nelle due galassie visitate dalla Destiny. I glifi inoltre sono fissi sul dispositivo stesso al contrario di quelli della Via Lattea, che sono incisi su un anello rotante.
A causa del suo design arretrato, lo Stargate della Destiny può collegarsi con altri mondi solo ad una distanza limitata. Lo Stargate dell'astronave può tuttavia essere raggiunto da un'altra galassia tramite una digitazione con nove simboli, possibilità che era sconosciuta finché l'indirizzo della Destiny non fu scoperto nel database di Atlantide (, dalla Terra). Tuttavia dalla nave non si è in grado di connettersi alla Terra, infatti Eli Wallace scoprì che i glifi non sono coordinate tridimensionali più un punto d'origine ma un codice con nove simboli specifici. L'energia necessaria per collegarsi alla Destiny è enorme, a causa della sua distanza dalla Via Lattea, tanto che neppure uno ZPM può dare sufficiente energia.

### I simboli degli stargate diUniverse
Ecco i trentasei simboli degli Stargate di Universe.
| Posizione | Glifo | Posizione | Glifo | Posizione | Glifo | Posizione | Glifo | Posizione | Glifo | Posizione | Glifo |
| --------- | ----- | --------- | ----- | --------- | ----- | --------- | ----- | --------- | ----- | --------- | ----- |
| 1         |       | 7         |       | 13        |       | 19        |       | 25        |       | 31        |       |
| 2         |       | 8         |       | 14        |       | 20        |       | 26        |       | 32        |       |
| 3         |       | 9         |       | 15        |       | 21        |       | 27        |       | 33        |       |
| 4         |       | 10        |       | 16        |       | 22        |       | 28        |       | 34        |       |
| 5         |       | 11        |       | 17        |       | 23        |       | 29        |       | 35        |       |
| 6         |       | 12        |       | 18        |       | 24        |       | 30        |       | 36        |       |

## Lostargateprima del film
Il concetto di stargate non è nato con il film omonimo. Già nel 1958 Andre Norton usò il termine "Star Gate" nell'omonimo romanzo, e l'idea di un "portale per viaggi interstellari" è stata molto presente nella fantascienza, decine di anni prima dell'uscita del film Stargate.
Andre Norton e C. J. Cherryh avevano usato già l'idea di dispositivi atti alla creazione di portali artificiali per lo spostamento attraverso distanze interstellari. In Witch World, Norton descrive un mondo colonizzato da umani e altre razze attraverso l'uso di uno di questi portali. Nella serie Morgaine di Cherryh, l'uso potenziale dei portali per il viaggio nel tempo li rende un pericolo per il rapporto causa-effetto e perciò per il futuro stesso della civiltà: perciò la protagonista, Morgaine, coinvolta in una missione che la porta di mondo in mondo, distrugge ogni portale appena dopo averlo attraversato.
Nel romanzo di fantascienza 2001: Odissea nello spazio del 1968, l'autore Arthur C. Clarke usò il termine "star-gate" per definire il percorso attraverso il quale l'astronauta David Bowman viaggiò dopo essere giunto presso Saturno.
Nelle serie di fumetti e cartoni animati relative all'universo narrativo dei Transformers (nati nella prima metà degli anni ottanta) è presente un dispositivo simile allo Stargate, chiamato Ponte spaziale (Space Bridge in originale), che tuttavia necessita della presenza di almeno un essere senziente trasportato per portare a buon fine il collegamento tra le due destinazioni.

## Opere in cui sono presenti altristargatenoti
- nell'anime Cowboy Bebop, (viaggio interstellare)
- in Contact, romanzo di Carl Sagan (viaggio interstellare)
- Ciclo della caccia alla Terra, serie di romanzi di Roger MacBride Allen (viaggio interstellare)
- nel Ciclo dell'Odissea nello Spazio di Arthur C. Clarke[65] (viaggio interstellare)
- Donnie Darko, film di Richard Kelly (viaggio nel tempo)
- Hyperion di Dan Simmons, (viaggio interstellare)
- nella serie TV I viaggiatori (dimensioni parallele)
- nell'universo fumettistico Marvel Comics usati e creati dagli Shi'ar (viaggio interstellare)
- Star Trek (serie classica) nell'episodio Uccidere per amore; nella serie Star Trek - Deep Space Nine nell'episodio 4.23 Fino alla morte. (viaggio interstellare e viaggio nel tempo)
- Nella raccolta di light novel giapponese Gate, in seguito convertita anche in un manga e in un anime, i protagonisti fanno uso di un portale che collega tra loro due mondi paralleli (dimensioni parallele)